# N 4 (sous-marin)
Le N 4 est un sous-marin de la classe N, en service dans la Regia Marina lancé en 1918 et ayant servi après la fin de la Première Guerre mondiale.

## Caractéristiques
La classe N déplaçait 277 tonnes en surface et 363 tonnes en immersion. Les sous-marins mesuraient 45,9 mètres de long, avaient une largeur de 4,28 mètres et un tirant d'eau de 3,17 mètres. Ils avaient une profondeur de plongée opérationnelle de 40 mètres. Leur équipage comptait 2 officiers et 21 sous-officiers et marins.
Pour la navigation de surface, les sous-marins étaient propulsés par deux moteurs diesel Sulzer de 325 chevaux-vapeur (cv) (239 kW) chacun pour les N 1 à N 4 et Tosi de 350 cv  (257 kW) pour les N 5 et  N6 entraînant deux arbres d'hélices. En immersion, chaque hélice était entraînée par un moteur électrique Ansaldo de 200 chevaux-vapeur (147 kW). Ils pouvaient atteindre 12,5 nœuds (23,1 km/h) pour les N 1 à N 4 et 13,5 nœuds (25 km/h) pour les N 5 et N6 en surface et 8,2 nœuds (15,1 km/h) sous l'eau. En surface, la classe N avait une autonomie de 1 300 milles nautiques (2 400 km) à 8 noeuds (14,8 km/h) pour les N 1 à N 4 et 1 485 milles nautiques (2 750 km) à 8,5 noeuds (15,7 km/h) pour les N 5 et N6; en immersion, elle avait une autonomie de 45 milles nautiques (83 km) à 2 noeuds (3,7 km/h) pour les N 1 à N 4 et 50 milles nautiques (92 km) à 2 noeuds (3,7 km/h) pour les N 5 et N 6.
Les sous-marins étaient armés de deux tubes lance-torpilles à l'avant de 45 centimètres, pour lesquels ils transportaient un total de 4 torpilles. Sur le pont arrière se trouvait un canon de 76/30 mm Model 1916 pour les attaques en surface.

## Construction et mise en service
Le N 4 est construit par le chantier naval d'Ansaldo de Sestri Ponente à Gênes en Italie, et mis sur cale le 2 mars 1916. Il est lancé le 6 octobre 1918 et est achevé et mis en service le 6 avril 1919. Il est commissionné le même jour dans la Regia Marina.

## Historique
Le N 4 entre en service quelques mois seulement après la fin de la Première Guerre mondiale et est affectée à l'"Escadron de sous-marins N" à La Spezia.
Le 12 septembre 1923, lors de la crise de Corfou, il est envoyé dans les eaux de la région, où il effectue, sous le commandement du capitaine de corvette (capitano di corvetta) Armando Fumagalli, deux missions, l'une au large de Santi Quaranta et l'autre au sud de Corfou: l'objectif est de repousser une éventuelle contre-attaque des navires grecs, mais cela n'est pas nécessaire.
De 1923 à 1935, il effectue des croisières d'entraînement en mer Tyrrhénienne et participe à tous les exercices effectués pendant cette période.
Il est également déployé temporairement à La Maddalena.
Désarmé en janvier 1935, il est déclassé sept mois plus tard le 1er août 1935, puis mis au rebut.